# マーガレット・マーラー
マーガレット・S・マーラー（Margaret Schoenberger Mahler）、ハンガリー名マーレルネー＝シェーンベルゲル・マルギト（Mahlernő Schoenberger Margit, 1897年5月10日 - 1985年10月2日）は、オーストリア＝ハンガリー帝国生まれの精神科医、精神分析家、児童心理学者。発達心理学に関する多くの理論を発表した。
ショプロンのユダヤ人一家に生まれる。1936年にポール・マーラーと結婚。ナチ党の台頭を恐れた夫婦はイギリスに逃れ、1938年にアメリカに渡った。1939年にベンジャミン・スポックと出会う。
1985年10月2日、ニューヨークで死去。